# Veresegyház
Veresegyház város Pest vármegyében, a Gödöllői járásban, a budapesti agglomerációban.

## Fekvése
A községet már Secretarius Lazarus 1510 és 1520 között készült térképe is feltünteti Vesereghatz néven. A település (mely 1999. június 30. óta város) Budapestől 30 km-re északkeletre található, a Gödöllői-dombságban a Sződ–Rákos-patak széles völgyében terül el, a Cserhát vonulatainak délnyugati vége közelében. A várost déli irányból a mogyoródi Gyertyános és a Fóti-Somlyó, nyugatról a csomádi Magas-hegy, keletről a 345 méter magas Margita, valamint a Bódis-hegy határolja. Északnyugatra az őrbottyáni Őrhegy, majd a váchartyáni Várhegy látható. Hideg vizű tavait a Mogyoród és Gödöllő között fakadó Püspök-forrásból eredő Sződ–Rákos-patak táplálja. Fényes kiemeli Szadával való szomszédságát: „ezen helységnél emelkedik fel azon dombsor, mely Szada felé nyúlik, 's mely hires fehér bort termő szőlőtőkéktől borittatik”. Ez utóbbi aztán számos határvillongásra szolgált okot a két falu között.

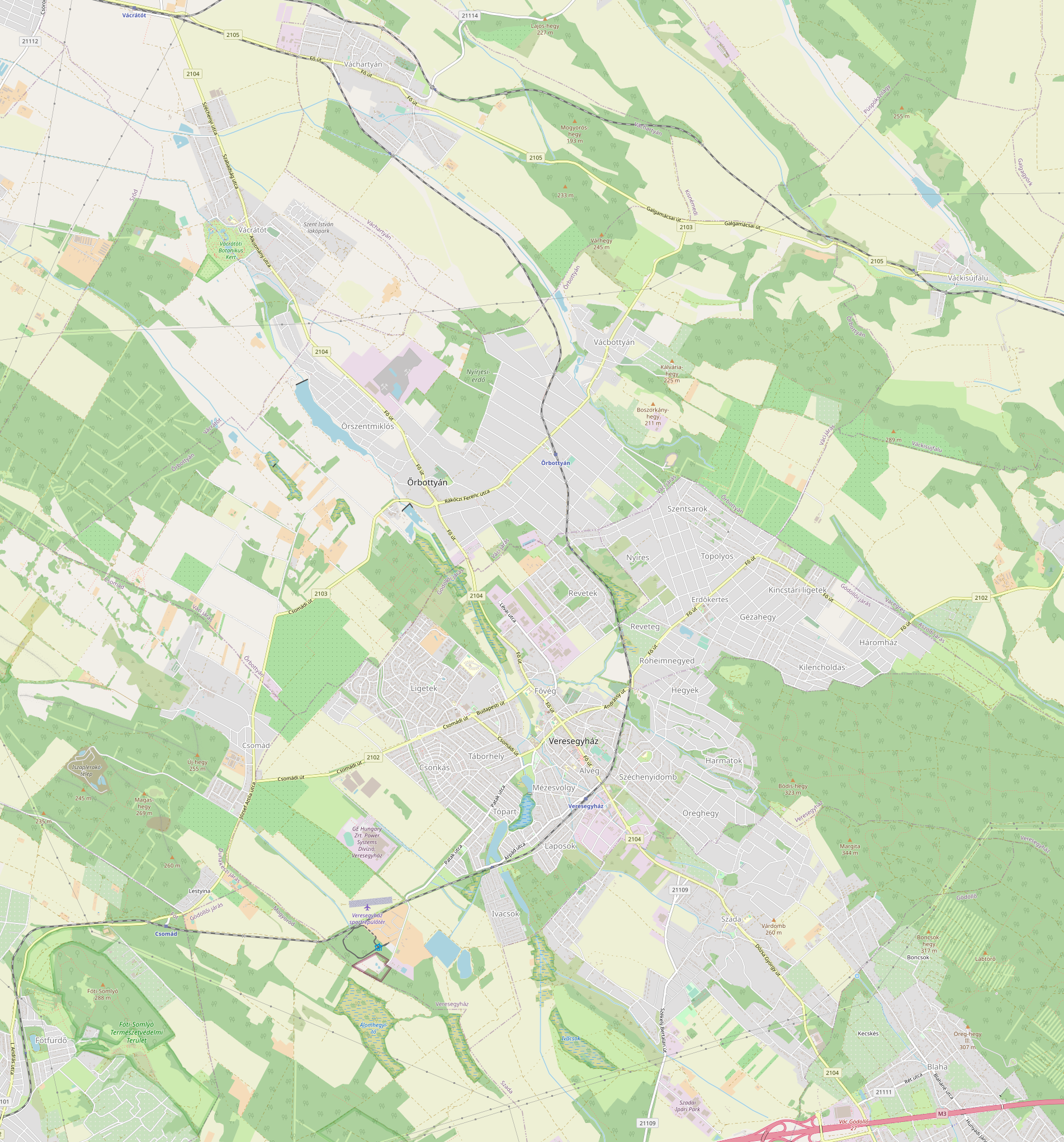
Veresegyház és környékének térképe

A közvetlenül határos települések: észak felől Őrbottyán, északkelet felől Erdőkertes és Vácegres, kelet felől Domony, délkelet felől Gödöllő és Szada, délnyugat felől Mogyoród, nyugat felől pedig Csomád.

## Közlekedés
A térség két forgalmas útvonala, a Budapesttől Fóton át egészen Galgamácsáig húzódó 2102-es, illetve a Vác térségét Gödöllővel összekötő 2104-es utak keresztezésében fekszik, ezek révén a környék minden fontosabb települése felől könnyen elérhető.
A hazai vasútvonalak közül a Budapest–Vácrátót–Vác-vasútvonal szeli át, amelynek négy megállási pontja van a határai között: Ivacs megállóhely az Ivacsi-tó és a Pamut-tó között (a tóvidék a város délnyugati részén helyezkedik el), Veresegyház vasútállomás (a központtól nem messze délre), Erdőkertes megállóhely (a keleti határszéle közelében, a névadó település legdélebbi házainak közelében, a 2102-es út vasúti keresztezése mellett) és Vicziántelep megállóhely (a lakott terület északi szélén). Külön kiszolgáló útja csak az állomásnak van, az a 2104-es útból kiágazó 21 311-es számú mellékúton érhető el.

## Története
A néphagyomány szerint Veresegyház és Szada őse Ivacs falu volt, ami ma a városhoz tartozik.
Első említése egy 1375. április 25-én kelt oklevelében van, ahol „Szepesi Jakab országbíró Syday-i István fia Domonkosnak Wereseghaz-i Lanchk fia Miklós elleni perében elengedi a felperesre kirótt 6 márkányi bírság kétharmadát”. Egy 1430-as határjárás szerint közelében volt Sárfő puszta, a Sárfő-patak mellett.
Veresegyház területe átlagosan valamivel kevesebb mint 6 ezer hold volt. Az 1788-ban mért adatok arányaikban az 1920-as évekig nem sokat változtak. Veresegyház tiszta magyar falu volt, földesura 3/4 részben a váci püspök, 1/4 részben a nagyváradi káptalan. Önálló pecséthasználata a XVII. század végétől van, 1876-ig hat különböző pecsétje ismert.

### Neve
Mai nevének eredetéhez két hagyomány is fűződik. A kettő közül kevésbé valószínű, hogy a tatárok elől a templomba menekülő, majd lemészárolt lakosok vérétől pirosló falakról kapta volna nevét a település. Az elfogadhatóbb magyarázat szerint a vakolatlan, vörös téglából épült temploma után hívják Veresegyháznak.
A település nevével több alakban találkozhatunk: Vőrős Egyháza, Veres-Egyháza, Veresegyháza, Vorősegyháza, Vörös-Egy-Ház, Veres Egy Háza, Veresegyhaza, Wörösch-Egyhása, Veres Egyháza, Vörösegyháza. Érdekes névforma olvasható egy 1399. március 9-én Visegrádon kelt csonka nádori oklevélen: Weruseghaz. „Adoma szerént a helység hajdani neve Véresegyház volt”, utalva Szent László király Salamon ellen folytatott csatájára, valójában azonban a veres – azaz piros – melléknév és az egyház – vagyis templom – főnév összetételéből ered neve – mivel a régi, vakolatlan temploma vörös színű téglából épült.

## Közélete
| Tanácselnökök  | Tanácselnökök   | Tanácselnökök                 | Tanácselnökök                      |
| -------------- | --------------- | ----------------------------- | ---------------------------------- |
| 1965-1990      | Pásztor Béla    | Hazafias Népfront             |                                    |
| Polgármesterek |                 |                               |                                    |
| 1990–1994      | Pásztor Béla    | független                     |                                    |
| 1994–1998      | Pásztor Béla    | független                     |                                    |
| 1998–2002      | Pásztor Béla    | független                     |                                    |
| 2002–2006      | Pásztor Béla    | független                     |                                    |
| 2006–2010      | Pásztor Béla    | független                     |                                    |
| 2010–2014      | Pásztor Béla    | független                     |                                    |
| 2014–2019      | Pásztor Béla    | független                     |                                    |
| 2019–2023      | Pásztor Béla    | független                     | Hivataláról lemondott              |
| 2023–2024      | Cserháti Ferenc | független                     | Időközi választás: 2023. május 21. |
| 2024–          | Cserháti Ferenc | 2112 Veresegyházért Egyesület |                                    |

Pásztor Béla több mint 57 éves, folytonos településvezetői megbízatása nem csupán Magyarországon, hanem valószínűleg Európában is példa nélkül áll. A többszörösen veterán településvezető 2023. február közepén jelentette be, hogy csaknem 60 évi szolgálati idő után leköszönt posztjáról, ami miatt 2023. május 21-én időközi polgármester-választást kellett tartani a településen.

## Népesség
Veresegyház lakónépessége a 2022-es népszámlálás alapján 20 764 fő.

Veresegyház lakónépességének alakulása (fő)
A 2011-es népszámlálás során a lakosok 85,5%-a magyarnak, 0,8% cigánynak, 0,7% németnek, 0,5% románnak mondta magát (14,3% nem nyilatkozott; a kettős identitások miatt a végösszeg nagyobb lehet 100%-nál). A vallási megoszlás a következő volt: római katolikus 29,4%, református 13,5%, evangélikus 1,4%, görögkatolikus 0,6%, felekezeten kívüli 21,3% (31% nem nyilatkozott).
2022-ben a lakosság 88,5%-a vallotta magát magyarnak, 0,9% németnek, 0,4% cigánynak, 0,2% ukránnak, 0,1-0,1% lengyelnek, horvátnak, görögnek, románnak, ruszinnak, szlováknak és szerbnek, 5,4% egyéb, nem hazai nemzetiségűnek (11,3% nem nyilatkozott; a kettős identitások miatt a végösszeg nagyobb lehet 100%-nál). Vallásuk szerint 23,8% volt római katolikus, 11,3% református, 1,7% evangélikus, 1% görög katolikus, 0,1% ortodox, 2,1% egyéb keresztény, 0,6% egyéb katolikus, 16,8% felekezeten kívüli (42,4% nem válaszolt).

## Nevezetességei
- műemlék római katolikus templom: 1777-ben Migazzi Kristóf váci püspök építtette copf stílusban, tornyának homlokzatán is az ő neve s bíborosi címere látható. Híres félköríves szentélye, valamint XVIII. századi főoltárképe, amelyen Jézus elé egy gyermeket hoznak.
- a plébánia műemlék épülete és a tótól nem messze lévő kőkereszt, talapzatán Szűz Mária, Szent János evangélista és Mária Magdolna.
- római katolikus temető: 1806 és 1849 közötti vörös márvány sírkövek
- református templom: 1786-ban épült, féltve őrzött kincse az 1683-as óntányér, a száz évvel későbbi ónkehely és ónkanna, valamint az 1700-as réztányér.
- medve- és farkasmenhely, múzeumvasút és bányászati gyűjtemény
- Veresegyházi Termálfürdő
- Veres 1 Színház, Mézesvölgyi Nyár szabadtéri színházi fesztivál
- Szentlélek római katolikus templom 2016-ban épült, főként helyi összefogással[18]

- Veresegyházi múzeumvasút[19]

## Képgaléria

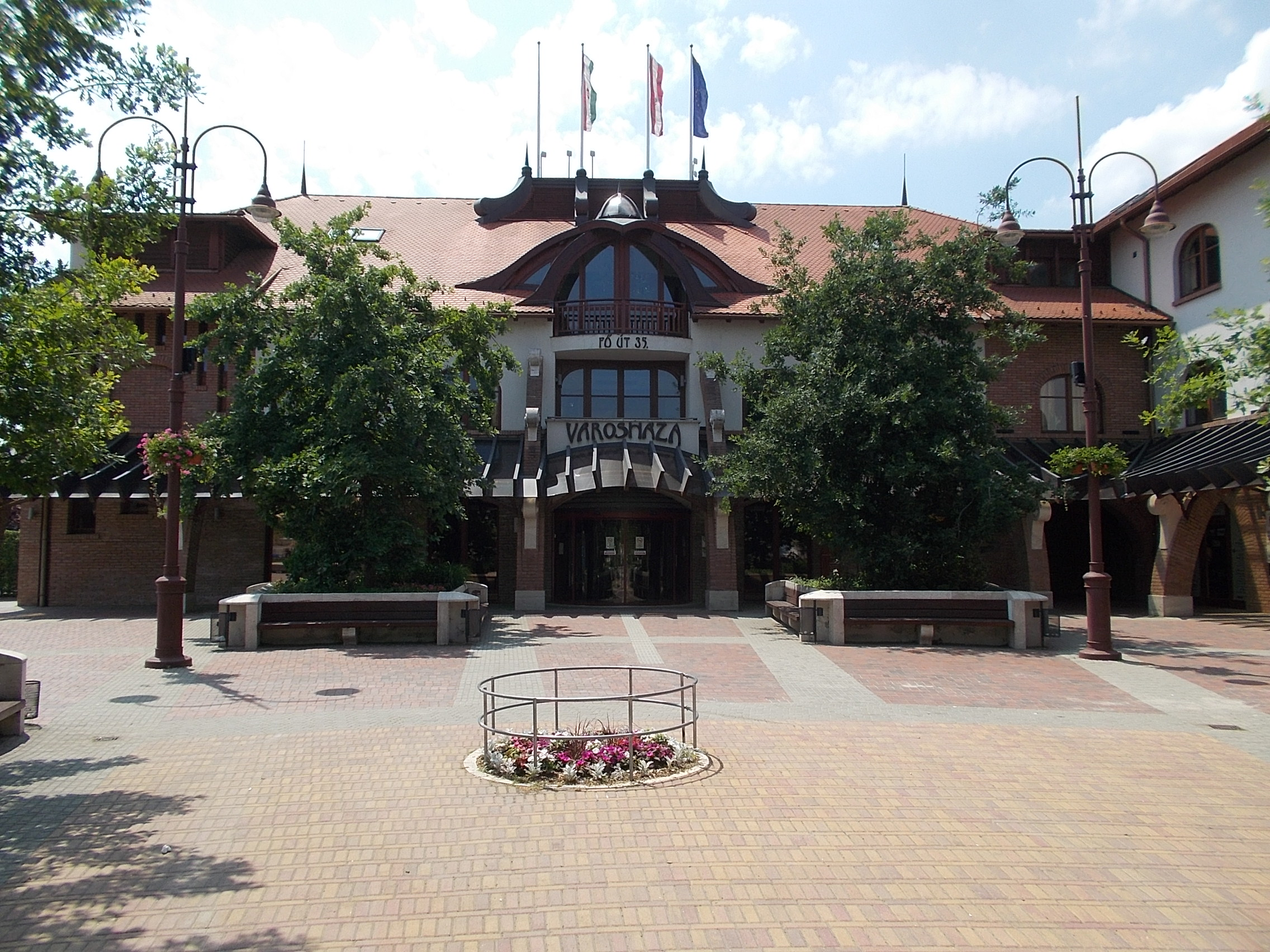
Az új városháza
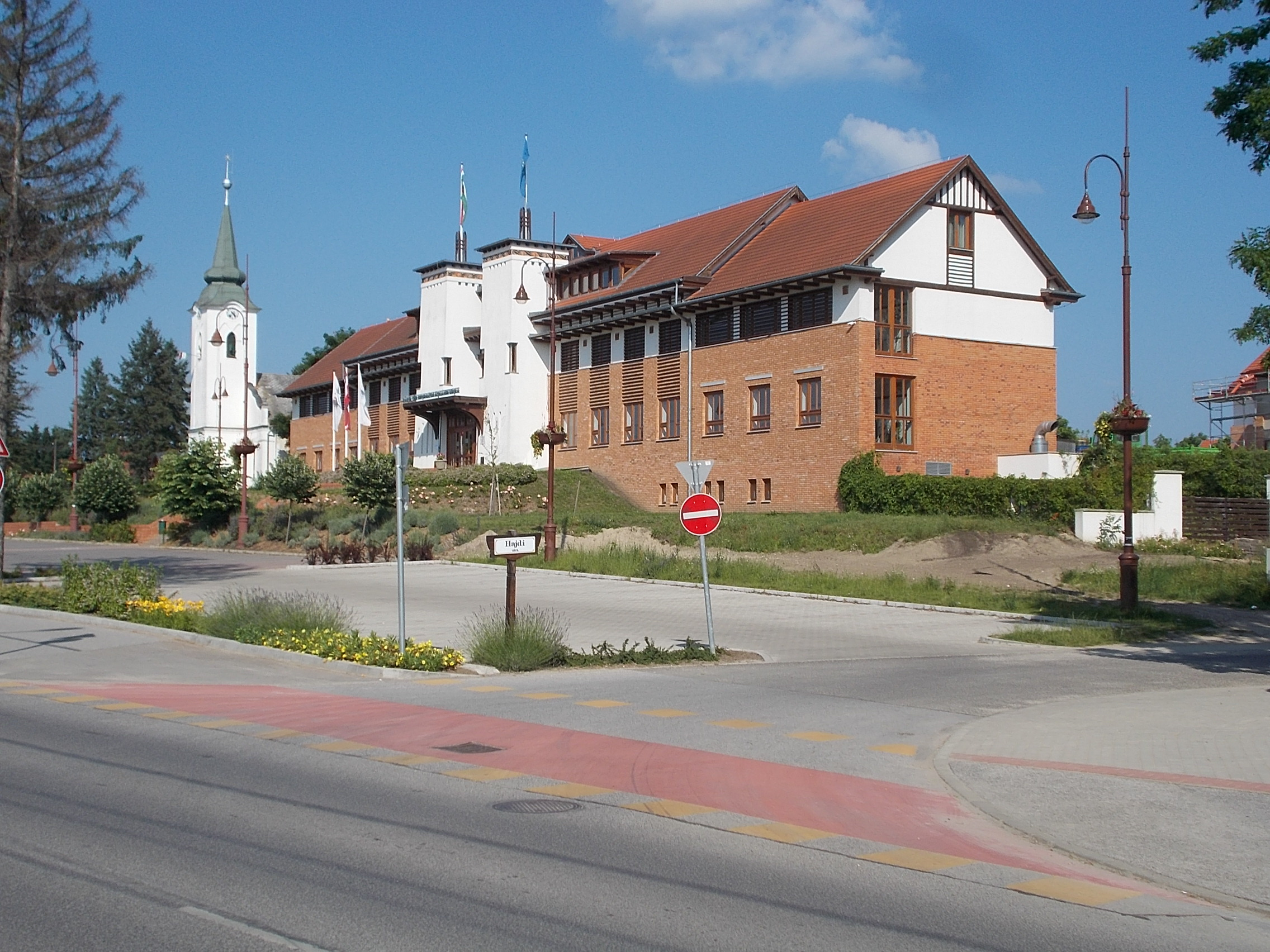
Kálvin téri Református Templom és Általános Iskola
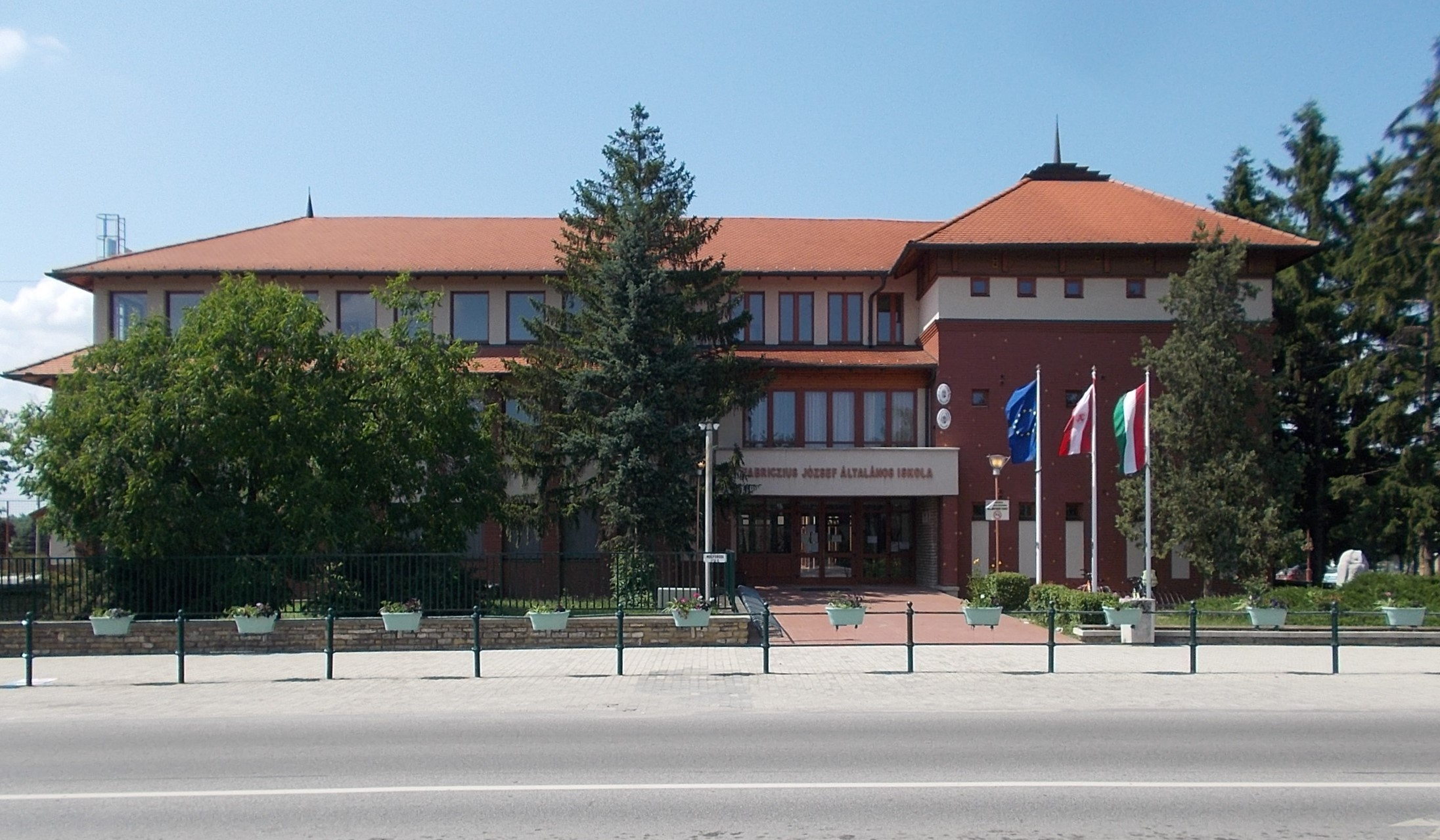
Fabríczius József Általános Iskola (felső tagozat)
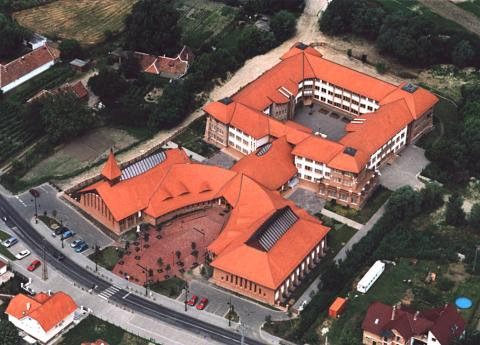
Fabríczius József Általános Iskola (Mézesvölgyi iskola / alsó tagozat)
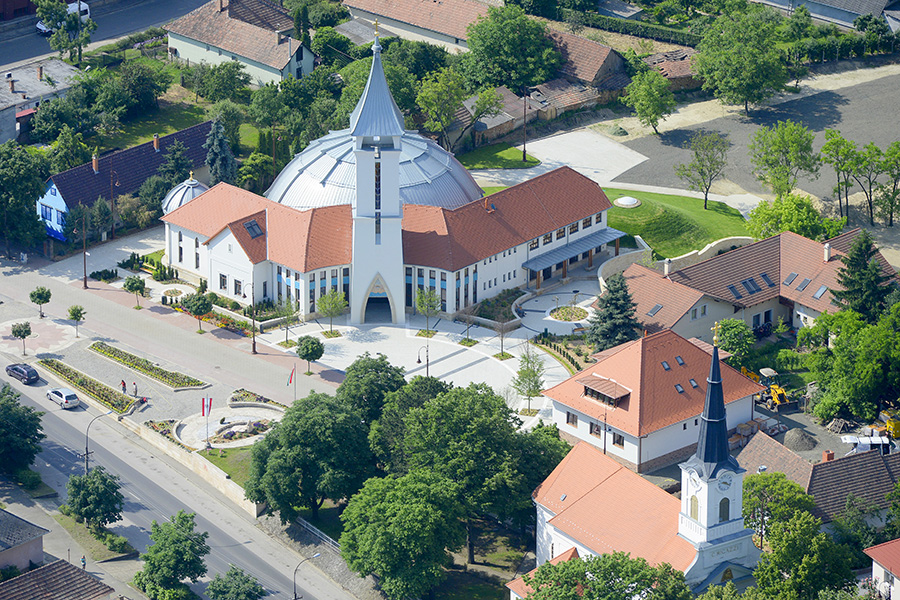
A település új katolikus temploma, a Szentlélek-templom
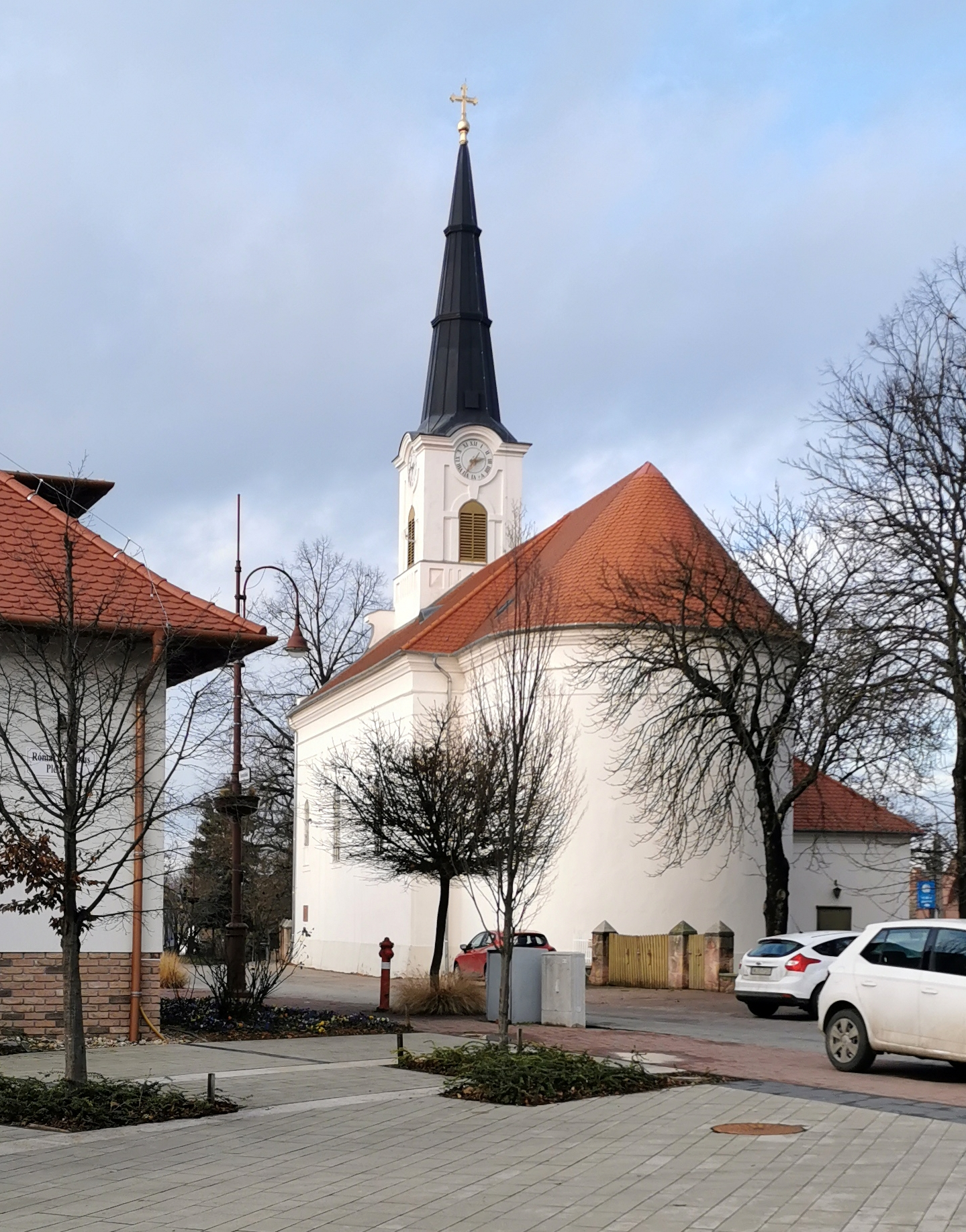
Árpád-házi Szent Erzsébet templom
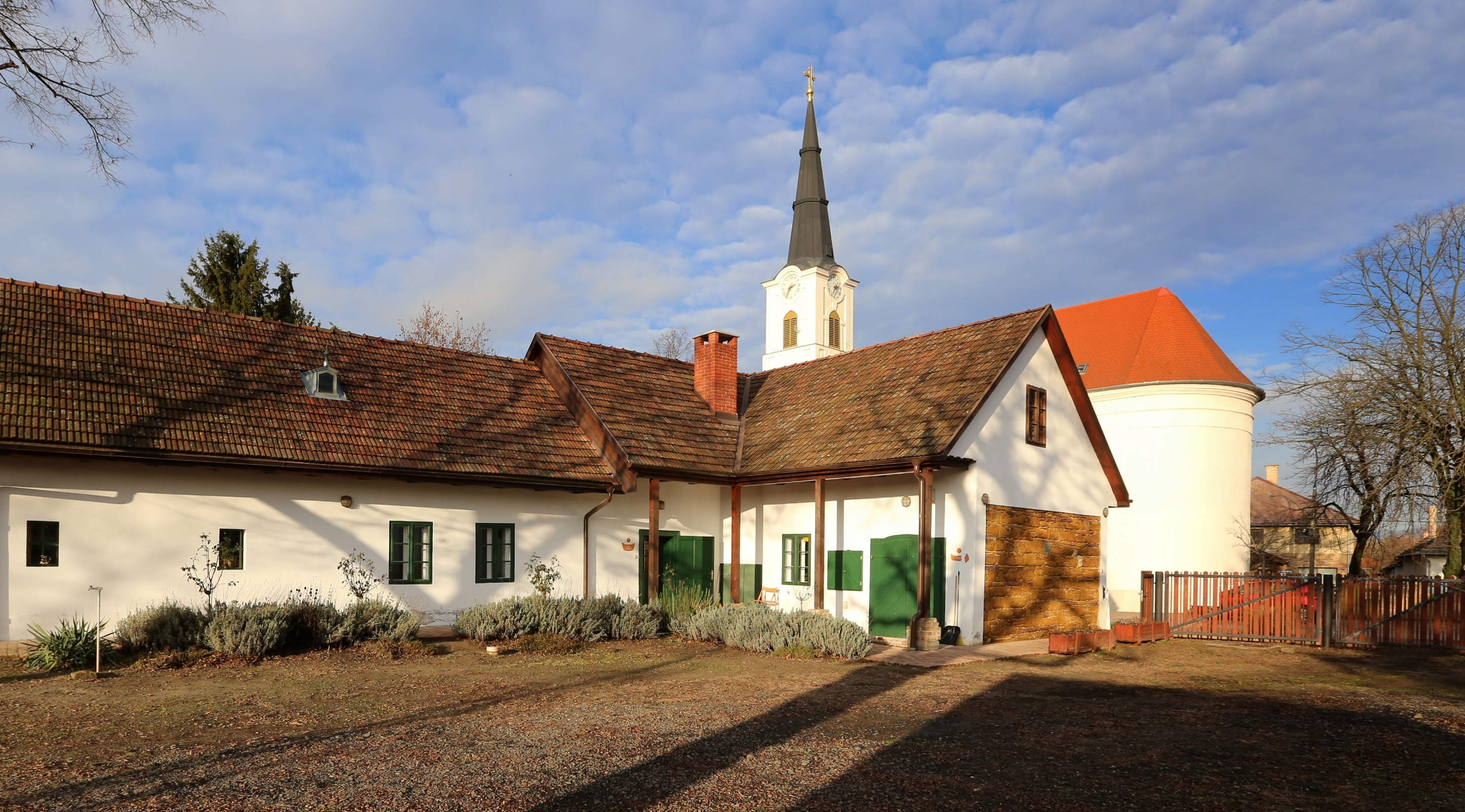
Veresegyházi Városi Múzeum
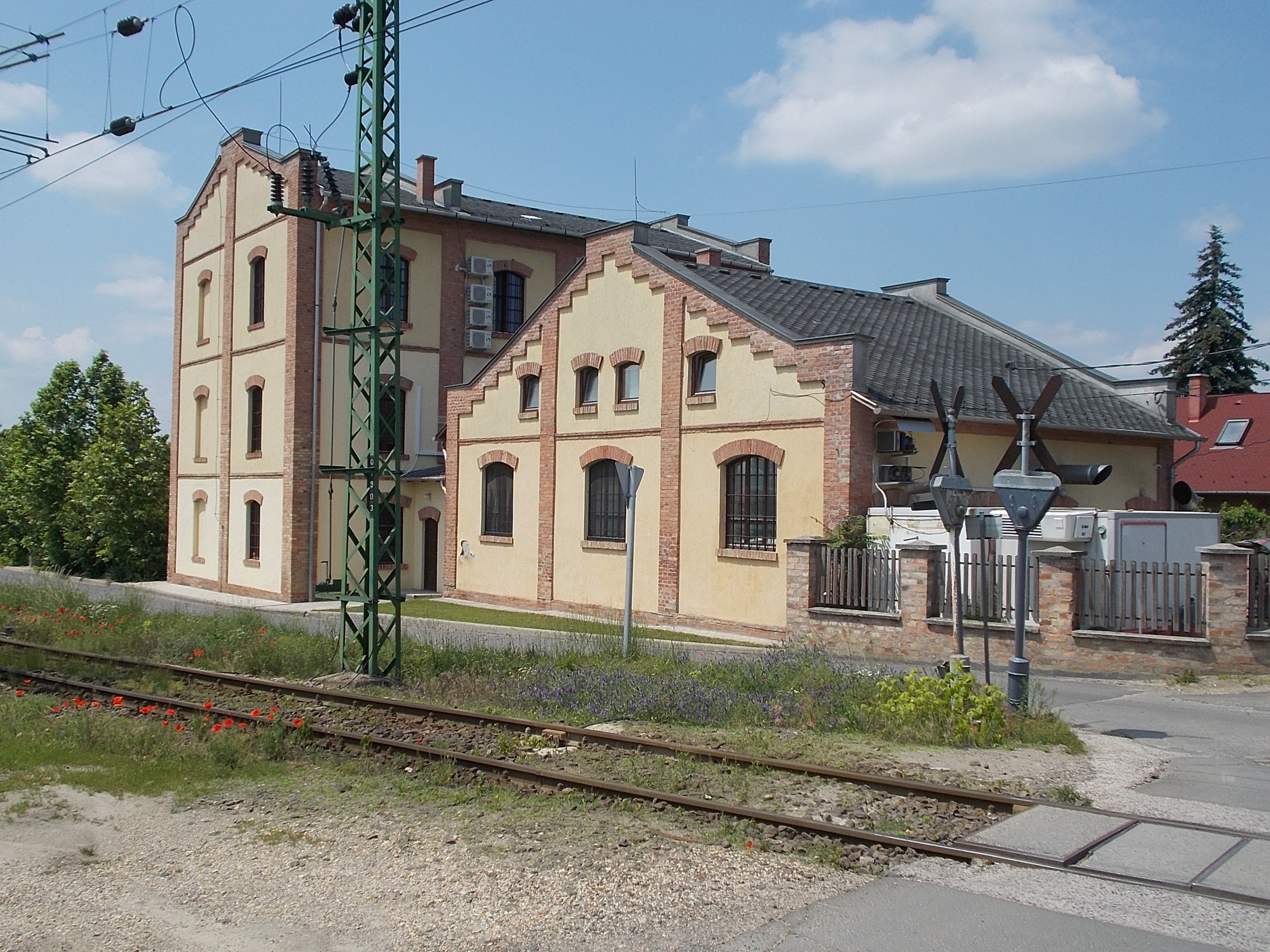
A Csokonai utcai egykori Anna gőzmalom műemlék épülete a vasút mellett
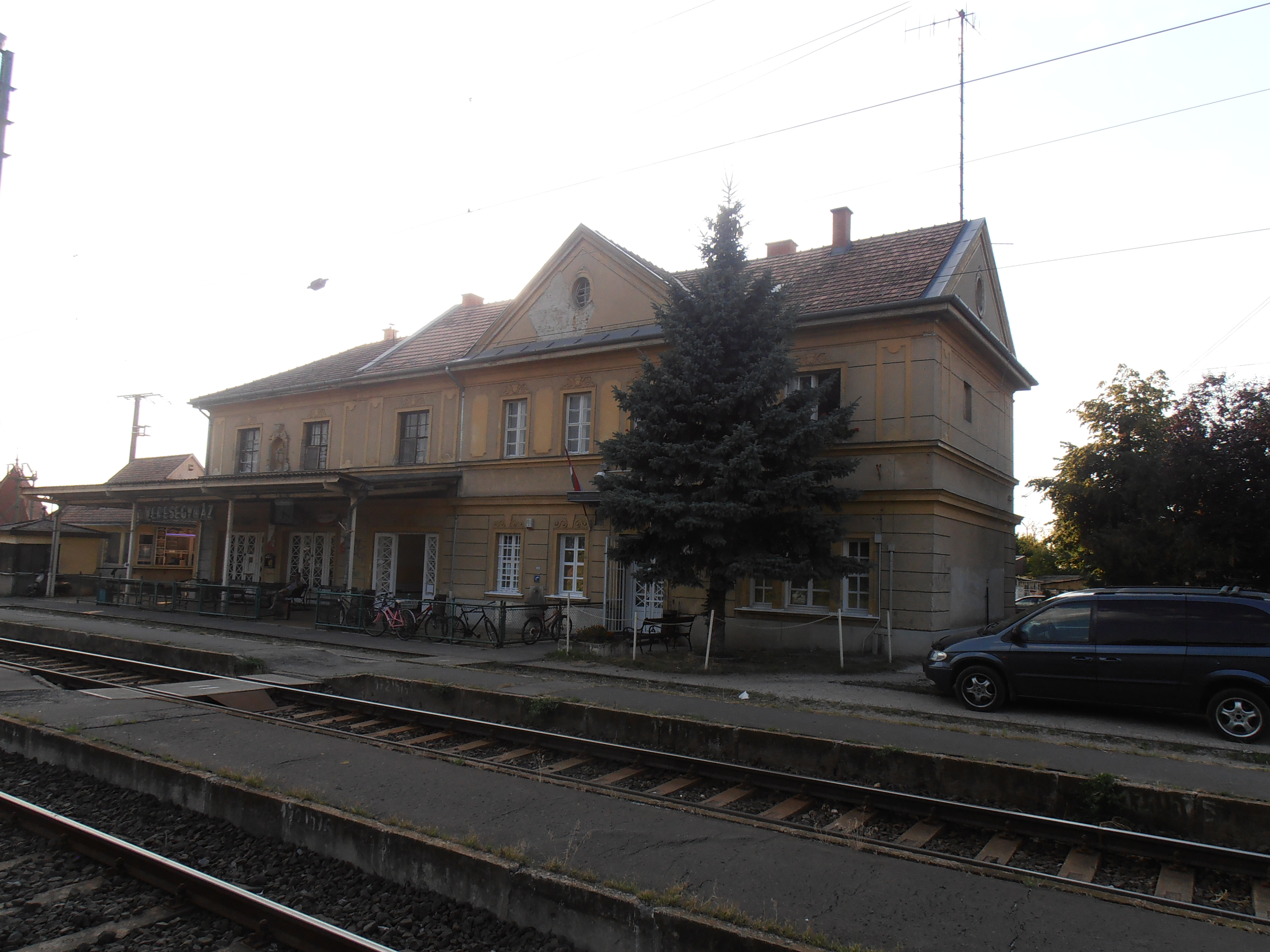
Vasútállomás a Budapest–Vácrátót–Vác-vasútvonalon
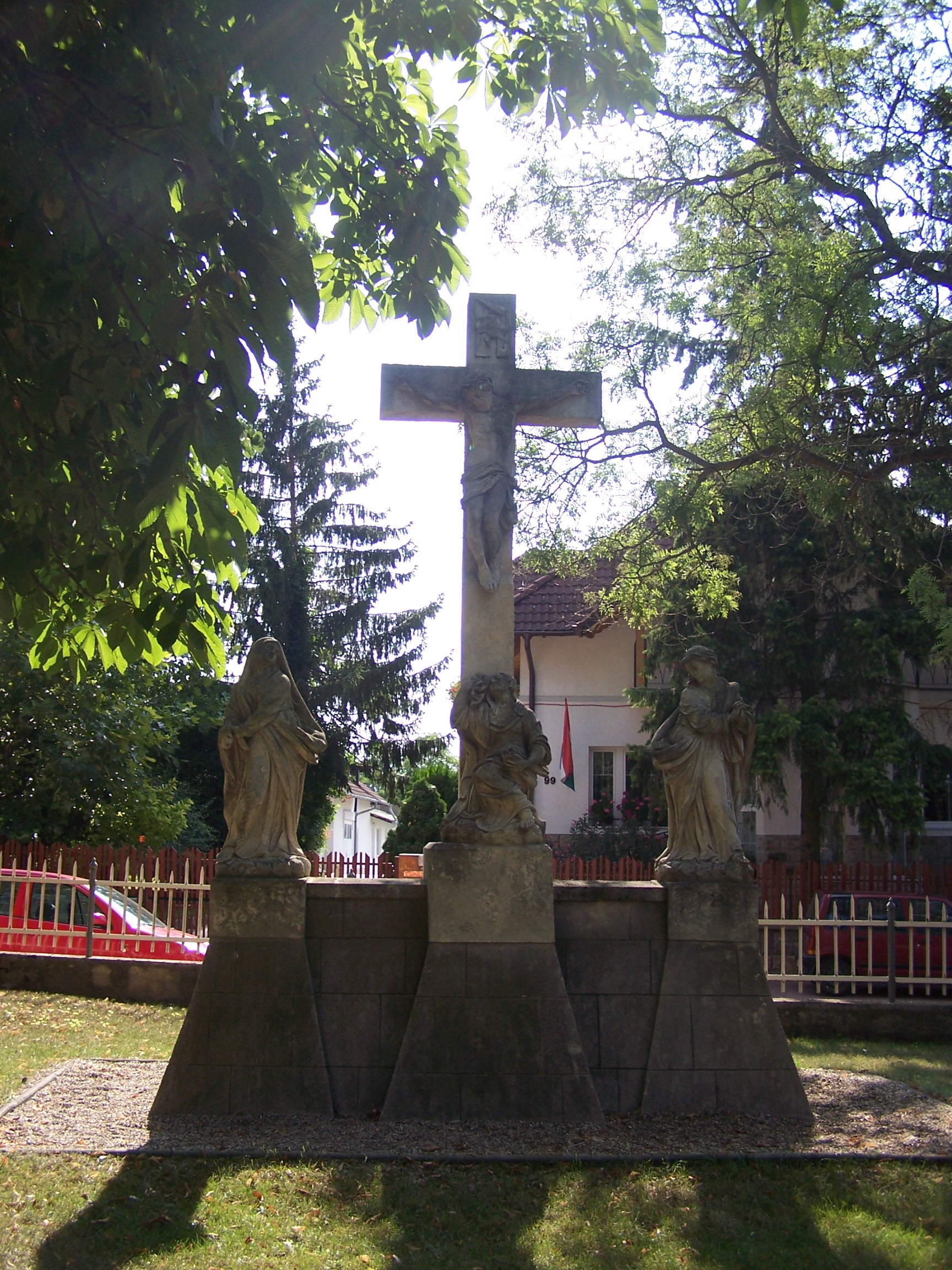
Műemlék kőkereszt
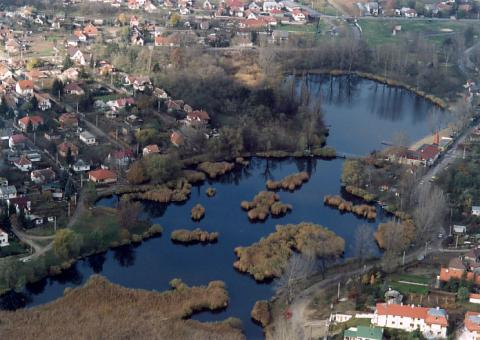
A Sződ-Rákos-patak vízének felduzzasztásával kialakított Öreg-tó (Malom-tó), Ivacsi-tó és Pamut-tó népszerű a helyiek körében
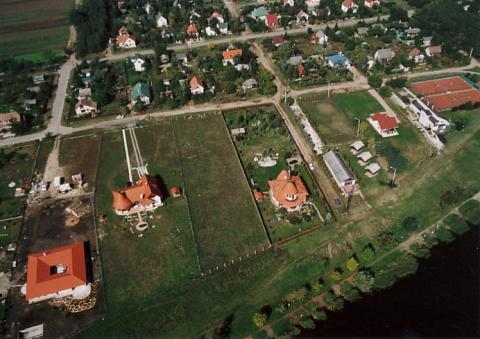
Veresegyház belterületi szántói

## Testvérvárosai
- Schneeberg, Németország
- Atyha, Románia
- Sáró, Szlovákia
- Givat Shmuel, Izrael
- Ipolypásztó, Szlovákia

## Kulturális kapcsolatot ápol[20]
Szlovákiában: Sáró, Nyitra, Ipolyság, Pozba, Ipolybalog, Párkány, Léva, Köbölkút, Ipolyszakállos, Ipolypásztó, Kürt, Szete, Lukanénye, Lontó, Ipolybél, Ipolynyék, Kisölved, Ipolynagyfalu, Zseliz, Béla, Bény
Romániában: Korond, Farkaslaka
Szerbiában: Kishegyes, Bácsfeketehegy
Ukrajnában: Csongor

## Szakmai kapcsolattartás[20]
Franciaországban: Brumath
Dániában: Horsens
Izraelben: Givat Shmuel
Kínában: Xianning